# Willy Ley
Willy Ley (Berlín, 2 d'octubre de 1906 - Nova York, 24 de juny de 1969) fou un escriptor i científic que va contribuir a popularitzar els coets i el vol espacial.

## Biografia
Ley va néixer a Berlín i estudià paleontologia. Malgrat això, va interessar-se pel vol espacial després de llegir el llibre Die Rakete zu den Planetenräumen (Cap a l'espai interplanetari en coet) de Hermann Oberth. El 1926 publicà el seu propi llibre sobre el tema: Die Fahrt in den Weltraum (Viatge a l'espai exterior).
El 1927 esdevingué un dels primers membres del Verein für Raumschiffahrt (VfR - Societat del vol espacial), un grup d'amateurs dels coets; i escrigué abundantment al seu diari: Die Rakete (El coet). Juntament amb Oberth, també treballà com a assessor de Fritz Lang durant el rodatge de la seva pel·lícula Frau im Mond (La dona a la lluna).
La VfR es va dissoldre el 1933 per una controvèrsia entre els seus membres pel creixent interés que l'exèrcit mostrava per les seves activitats. Ley decidí escapar del règim nazi i es traslladà als Estats Units el 1935, i n'esdevingué ciutadà el 1944.
Continuà escrivint extensivament sobre el vol espacial emprant un llenguatge que tothom pogués entendre. Els seus treballs dels anys 50 i 60 són considerats clàssics de la ciència popular. També escrigué llibres sobre fauna.
Ley morí a Jackson Heights, Queens un mes abans que la primera persona trepitgés la lluna. El cràter Ley al costat llunyà de la lluna va ser anomenat així en honor seu.